# Myrmeleon (Myrmeleon) guttatus
Myrmeleon (Myrmeleon) guttatus is een insect uit de familie van de mierenleeuwen (Myrmeleontidae), die tot de orde netvleugeligen (Neuroptera) behoort. 
Myrmeleon (Myrmeleon) guttatus is voor het eerst wetenschappelijk beschreven door Navás in 1936.